# ریورساید (میزوری)
ریورساید (به انگلیسی: Riverside) یک شهر در ایالات متحده آمریکا است که در شهرستان پلت، میزوری واقع شده‌است. ریورساید ۱۵٫۰۰ کیلومتر مربع مساحت و ۲٬۹۳۷ نفر جمعیت دارد و ۲۳۶ متر بالاتر از سطح دریا قرار دارد.